# Mitsubishi Raider
 (mars 2021).
Si vous disposez d'ouvrages ou d'articles de référence ou si vous connaissez des sites web de qualité traitant du thème abordé ici, merci de compléter l'article en donnant les références utiles à sa vérifiabilité et en les liant à la section « Notes et références ».

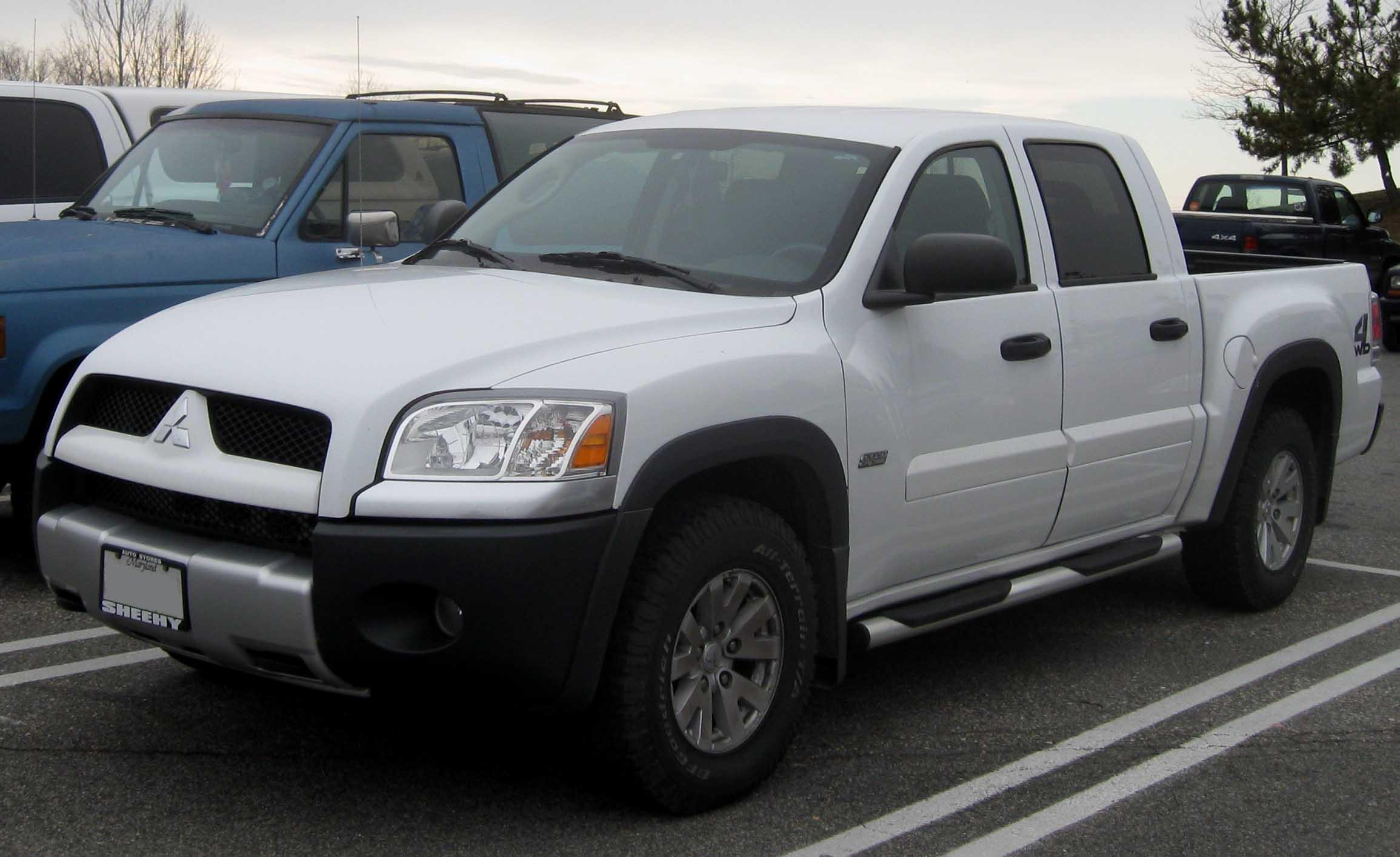
Mitsubishi Raider (crew cab).

Le Mitsubishi Raider est une automobile pick-up de Mitsubishi Motors qui a fait ses débuts à l'automne 2005 en tant que modèle 2006 pour le marché américain.
Elle est en grande partie basé sur la Dodge Dakota. Le nom est recyclé à partir du SUV Dodge Raider vendu de 1987 à 1990, qui était un Mitsubishi Montero rebadgé.